# The Good Nurse
The Good Nurse ist ein US-amerikanischer Spielfilm von Tobias Lindholm aus dem Jahr 2022. Der Kriminalfilm basiert auf dem gleichnamigen Sachbuch von Charles Graeber und stellt den früheren Krankenpfleger und Serienmörder Charles Cullen (gespielt von Eddie Redmayne) in den Mittelpunkt.

## Handlung
Die Krankenpflegerin Amy Loughren ist alleinerziehend und hat mit eigenen schwerwiegenden gesundheitlichen Problemen zu kämpfen. Als mit Charles Cullen ein neuer Kollege in ihrem Krankenhaus, dem Parkfield Memorial Hospital in New Jersey anfängt, schließen die beiden Freundschaft miteinander. Charles liebevolle, unterstützende Art füllt eine emotionale Leere in Amys Leben. Fortan kann sie besser dem täglichen Stress auf der Arbeit begegnen und die langen Nachtschichten durchhalten. Amy ist sprachlos, als einige ihrer Patienten auf ungeklärte Weise versterben. Sie hielt diese eigentlich für Menschen, die auf dem Weg der Besserung waren. Als die Zahl der Todesfälle zunimmt, werden die örtlichen polizeilichen Ermittler Danny Baldwin und Tim Braun hinzugezogen. Beide erkennen ein verdächtiges Muster, werden aber von der Bürokratie des Krankenhauses in ihre Schranken verwiesen. Als Gerüchte über Charles’ Vergangenheit bei früheren Arbeitgebern aufkommen, setzen die Polizisten all ihre Hoffnung auf Amy, bei der ebenfalls Zweifel aufkeimen. Nachdem Amy von einer Freundin, die an einem anderen Krankenhaus mit Charles zusammengearbeitet hat, erfährt, dass auch dort Verdacht gegen ihn gehegt wurde – Patienten starben an Insulinüberdosierung –, entdeckt Amy manipulierte Kochsalzlösungsbeutel im Lager. Der Schock lässt sie wegen ihres Herzproblems zusammenbrechen. Ein Wettlauf gegen die Zeit beginnt, um dem mutmaßlichen Serienmörder das Handwerk zu legen.

## Entstehungsgeschichte

### Literarische Vorlage und Vorgeschichte
Der Stoff basiert auf dem 2013 erschienenen Sachbuch The Good Nurse: America’s Most Prolific Serial Killer, the Hospitals that Allowed Him to Thrive, and the Detectives Who Brought Him to Justice des preisgekrönten US-amerikanischen Journalisten Charles Graeber. Es handelt von dem Serienmörder Charles Cullen. Der Krankenpfleger war 16 Jahre in zehn verschiedenen Gesundheitseinrichtungen in New Jersey und Pennsylvania tätig. Während seiner langen Nachtschichten begann er heimlich damit, Infusionsbeutel von Patienten mit Insulin zu füllen. Die daraus resultierenden Insulinschocks führten oft zum Tod. Eine andere Taktik Cullens war es, das automatisierte System zur Abgabe von Medikamenten auszunutzen. So bestellte er potenziell tödliche Medikamente, die angeblich für einen Patienten vorgesehen waren, stahl sie aus dem mechanischen Medikamentenspender und stornierte daraufhin die getätigten Bestellungen. Misstrauischen Mitarbeitern gegenüber gab Cullen an, dass die verstorbenen Patienten schwer krank gewesen seien und dass ihr Tod auf Unfälle wie unbekannte Allergien gegen Medikamente zurückzuführen sei.
Cullen wurde im Jahr 2003 gefasst und gestand 13 Morde sowie zwei Mordversuche. Zum Teil gehen aber die Behörden davon aus, dass er bis zu 400 Patienten tötete. Im Jahr 2006 wurde er zu elf aufeinanderfolgenden lebenslangen Haftstrafen verurteilt. Cullen hat seine Motive nie vollständig erklärt und nur Graeber Interviews gewährt. Der frühere Medizinstudent arbeitete sechs Jahre an seiner ersten Buchveröffentlichung, die weithin als Krimi, aber auch als warnende Geschichte über „organisatorische Dysfunktionen“ Anerkennung fand. Graeber beschrieb Cullen als „einen traurigen Mr.-Rogers-Typ, sowohl gefühlsduselig als auch depressiv“. Sein Ziel war es, die Geschichte des Serienmörders so zu erzählen, dass „ein Leser die Fakten nebeneinander sehen und selbst über die Schuld der Krankenhäuser entscheiden kann, was sie wussten, wann sie es wussten, was sie hätten tun sollen“. Medikationsfehler in Krankenhäusern passierten laut Graeber ziemlich häufig, jedoch sei es schwierig festzustellen, ob ein solcher Fehler versehentlich oder mit Absicht begangen wurde.

### Filmadaption
Die Anfänge des Projekts reichen bis Ende 2014 zurück, als der US-amerikanische Regisseur und Filmproduzent Darren Aronofsky und dessen Gesellschaft Protozoa Pictures gemeinsam mit Lionsgate mit einer Filmversion in Verbindung gebracht wurden. Im November 2016 wurde bekannt, dass der Däne Tobias Lindholm für die Regie verpflichtet wurde, der mit The Good Nurse sein englischsprachiges Spielfilmdebüt gibt. Für das Drehbuch zeichnete die Britin Krysty Wilson-Cairns verantwortlich. Für die Hauptrollen wurden im August 2018 der Brite Eddie Redmayne und die US-Amerikanerin Jessica Chastain gehandelt, die letztendlich auch als Charles Cullen bzw. dessen Kollegin Amy Loughren verpflichtet wurden. Zum weiteren Schauspielensemble gehört Nnamdi Asomugha, der den Part des führenden Polizeiermittlers Danny Baldwin übernahm.
Im Frühjahr 2020 schied Lionsgate aus dem Projekt aus und die weltweiten Verwertungsrechte wurden noch vor dem Filmdreh auf dem European Film Market der Berlinale für rund 25 Mio. US-Dollar an den US-amerikanischen Streamingdienst Netflix verkauft. Als Produzenten verblieben Scott Franklin und Aronofsky für Protozoa Pictures sowie die US-amerikanische Gesellschaft FilmNation.
Die Dreharbeiten fanden ab 12. April 2021 in Stamford, Connecticut, statt.

## Veröffentlichung und Rezeption
Erste kurze Filmsequenzen wurden im Februar 2022 in einem eigenen Trailer des Streaminganbieters zu den Filmhöhepunkten des laufenden Jahres gezeigt. Ein Trailer wurde Anfang September 2022 veröffentlicht.
Die Uraufführung war am 12. September 2022 auf dem Toronto International Film Festival. Der Kinostart folgte am 19. Oktober 2022. Am 26. Oktober wurde der Film zudem über den Streaminganbieter Netflix veröffentlicht.
Auf der Website Rotten Tomatoes hält The Good Nurse derzeit eine Bewertung von 80 Prozent, basierend auf 100 englischsprachigen Kritiken und einer Durchschnittswertung von 6,7 von 10 möglichen Punkten. Das Fazit der Seite lautet, der Film werde „durch gestelzte Dialoge und unrealistische Story-Elemente behindert, aber diese Probleme werden durch die starke Arbeit von zwei talentierten Hauptdarstellern ausgeglichen“. Auf der Website Metacritic erhielt der Film eine Bewertung von 64 Prozent, basierend auf mehr als 30 ausgewerteten englischsprachigen Kritiken. Dies entspricht allgemein positive Bewertungen („generally favorable reviews“).

## Auszeichnungen
Eddie Redmayne gewann im Jahr 2022 den Darstellerpreis des Montclair Film Festivals. Ein Jahr später wurde er bei den Golden Globe Awards und British Academy Film Awards jeweils als bester Nebendarsteller nominiert. Hauptdarstellerin Jessica Chastain und Redmayne erhielten auch Nominierungen für den Satellite Award.